# 東京都第30区
東京都第30区（とうきょうとだい30く）は、日本の衆議院議員総選挙における選挙区。2022年（令和4年）公職選挙法改正による区割りの変更で新設。

## 区域
2022年（令和4年）公職選挙法改正以降の区域は以下のとおりである。本選挙区の設置前は府中市が18区、多摩市が21区と23区、稲城市が21区と22区であった。
- 府中市
- 多摩市
- 稲城市

## 歴史
2022年の区割り改正で新設された選挙区である。2024年の第50回衆議院議員総選挙が最初の選挙となった。
自民党からは、第49回衆議院議員総選挙で18区で出馬し、同じ旧民主党に所属していた菅直人元首相と対決して敗北した長島昭久が本選挙区に移動して出馬した。
一方、立憲民主党は、2021年の東京都議会議員選挙で武蔵野市選挙区から立候補して初当選した五十嵐衣里を刺客として送り込んだ。同党東京都連が擁立を決定したのは2024年9月末であり、選挙の文字通り直前であった。
長島は第49回で菅直人に敗北したとはいえ、府中市においては2,790票差で勝利していた。一方、五十嵐は本地域で過去に活動した経歴がなく、共産党との選挙協力も行われなかった。選挙中、報道各社の情勢調査でも多くの調査が長島の有利を示唆していた。しかしながら、結果的には五十嵐が長島を上回って当選することになった（長島は重複立候補していた比例東京ブロックで当選）。府中市でもわずか238票差で五十嵐が勝利している。

## 選出議員
| 選挙名                 | 年     | 当選者     | 党派       |
| ---------------------- | ------ | ---------- | ---------- |
| 第50回衆議院議員総選挙 | 2024年 | 五十嵐衣里 | 立憲民主党 |

## 選挙結果
時の内閣：第1次石破内閣 解散日：2024年10月9日 公示日：2024年10月15日
当日有権者数：41万9060人 最終投票率：57.63% （全国投票率：53.85%（2.08%））
| 当落 | 候補者名   | 年齢 | 所属党派         | 新旧 | 得票数   | 得票率 | 惜敗率 | 推薦・支持 | 重複 |
| ---- | ---------- | ---- | ---------------- | ---- | -------- | ------ | ------ | ---------- | ---- |
| 当   | 五十嵐衣里 | 40   | 立憲民主党       | 新   | 98,146票 | 41.97% | ――     |            | ○    |
| 比当 | 長島昭久   | 62   | 自由民主党       | 前   | 91,798票 | 39.26% | 93.53% | 公明党推薦 | ○    |
|      | 早川寛     | 44   | 日本共産党       | 新   | 19,061票 | 8.15%  | 19.42% |            |      |
|      | 武田祐一郎 | 38   | 参政党           | 新   | 17,013票 | 7.28%  | 17.33% |            |      |
|      | 三井健     | 61   | みんなでつくる党 | 新   | 7,815票  | 3.34%  | 7.96%  |            |      |